# 서산국화축제
서산국화축제는 충청남도 서산시에서 개최되는 축제이다. 서산국화축제추진위원회에서 주관한다. 매년 고북면 가구리 일원에서 11월에 개최된다. 2016년과 2017년에 대한민국 소비자신뢰 대표브랜드 대상에서 지역축제 부분 대상을 수상하였다.
2021년 서산국화축제 시민개방된 모습 